# Kombinat
Ein Kombinat (lat. combinatus ‚vereinigt‘, über russ. Комбинат), manchmal auch Großkombinat genannt, ist ein Zusammenschluss von produktionsmäßig eng zusammenarbeitenden Industriebetrieben zu einem Großbetrieb in sozialistischen Staaten. Kombinate in sozialistischen Staaten sind oder waren in ihrem organisatorischen Aufbau oftmals vergleichbar mit Konzernstrukturen in marktwirtschaftlichen Wirtschaftssystemen.

## Kombinatsbegriff in der DDR
In der Zentralverwaltungswirtschaft der DDR war ein Kombinat eine konzernartige, also horizontal und vertikal integrierte Gruppe von Volkseigenen Betrieben (VEB) mit ähnlichem Produktionsprofil. Vorläufer waren seit 1948 die Vereinigungen Volkseigener Betriebe (VVB). In mehreren Zentralisierungsschüben ab Ende der 1960er Jahre wurden die VVB-Strukturen in Kombinate überführt.

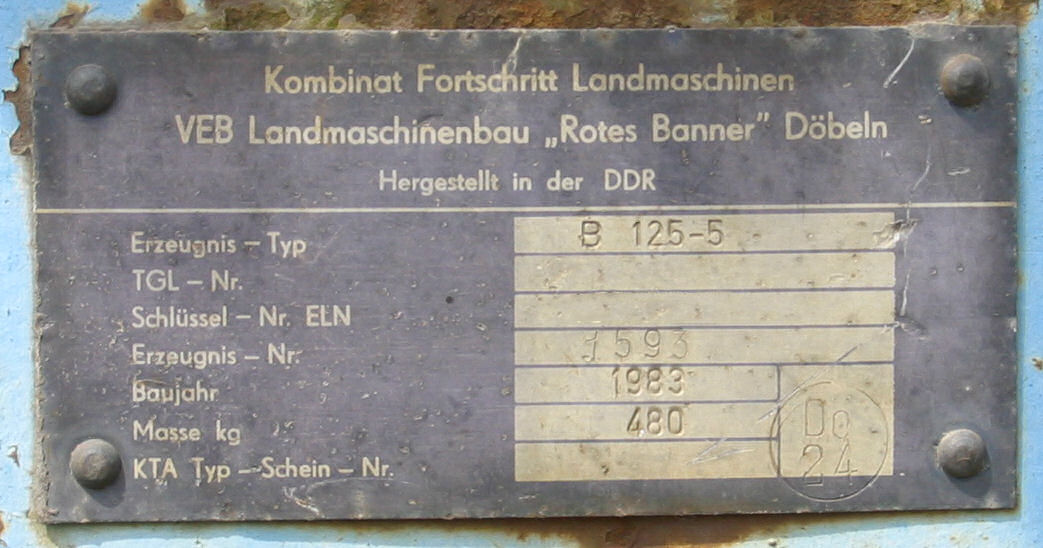
Typenschild eines Pfluges aus dem VEB Landmaschinenbau „Rotes Banner“ Döbeln im Kombinat Fortschritt Landmaschinen

Im Kombinat waren Produktion, Forschung, Entwicklung und Absatz einer Branche zusammengeschlossen. Ihre Struktur sollte einer verstärkten Rationalisierung und einer verbesserten, zentralisierten Steuerung der Produktionsabläufe dienen. Geleitet wurde das Kombinat von einem Stammbetrieb aus, der meist der größte VEB im Kombinat war. Innerhalb des Systems der DDR-Wirtschaft hatte jedes Kombinat die Planauflage, auch Konsumgüter für den Bedarf der Bevölkerung herzustellen, Vorgabe waren mindestens 5 % seiner Gesamtproduktion. Die Leiter der Kombinate waren zur Erfüllung der Staatlichen Planauflagen rechenschaftspflichtig.
Etwa seit Beginn der 1960er Jahre existierten in der DDR Schulkombinate. Diese befanden sich im ländlichen Raum und stellten zentralisierte größere Schulen der Form Polytechnische Oberschule als Nachfolger kleinerer Dorfschulen dar. Die Schüler wurden per öffentlichem Nahverkehr täglich zur Schule befördert oder übernachteten teilweise in einem angeschlossenen Internat während der Schulwoche.
Im Sprachgebrauch in der DDR wurde das Wort Kombinat auch für Firmenverbände im sozialistischen Ausland verwendet.

## Kombinatsleitung

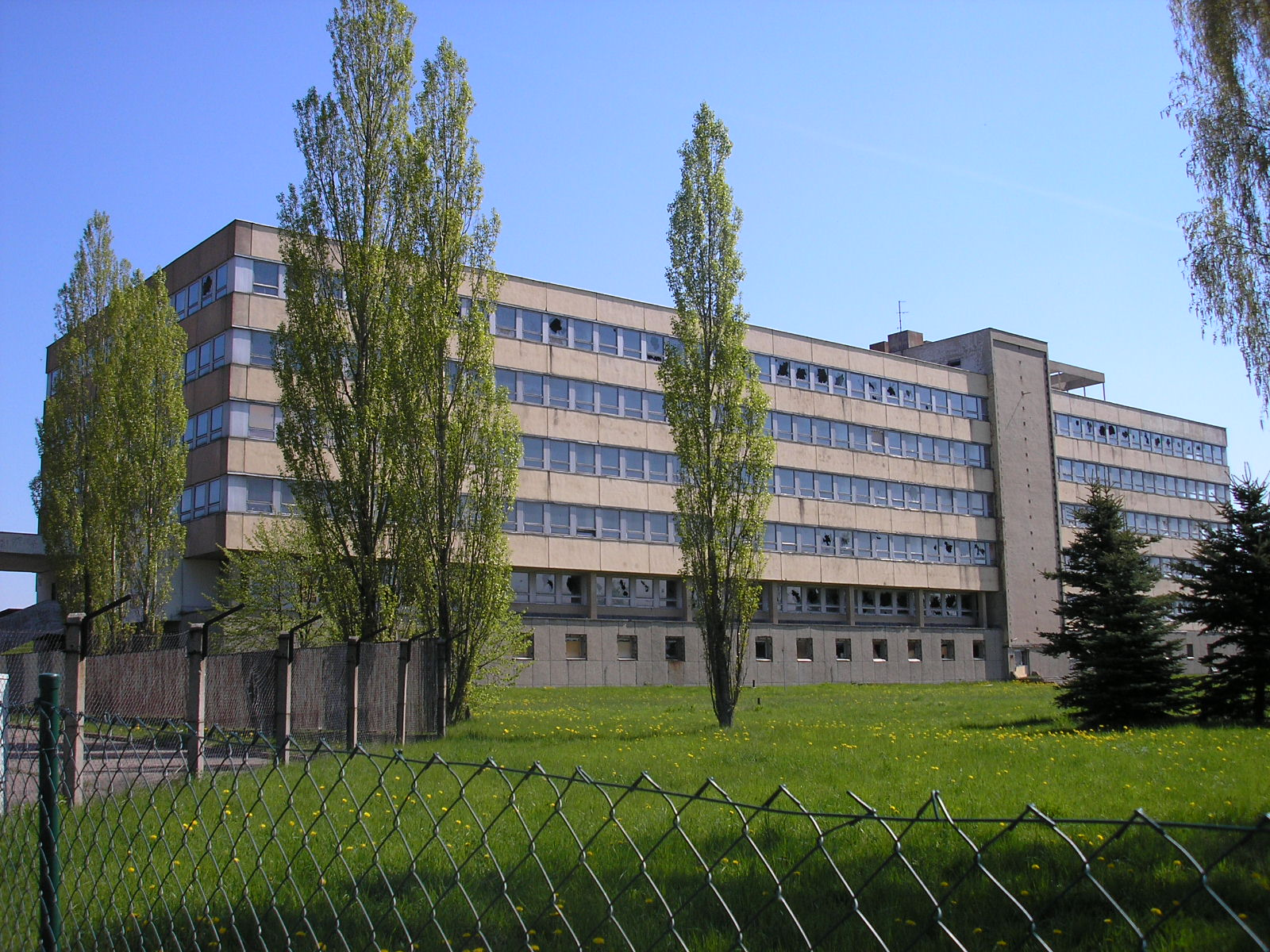
Verwaltungsgebäude des Kombinates Technisches Glas Ilmenau

An der Spitze des Kombinates stand ein Generaldirektor (GD), der oft auch zugleich Direktor des Stammbetriebes war. Die Kombinatsleitung wurde durch weitere stellvertretende Generaldirektoren, Fachdirektoren und die Spitzen der Betriebsparteiorganisationen und Betriebsgewerkschaftsleitungen gebildet. Generaldirektoren der bedeutenden Kombinate waren hohe Nomenklaturkader, das heißt ihre Berufung musste zuvor vom ZK der SED bestätigt werden. Die politisierte Struktur der DDR-Planwirtschaft bedingte, dass die Generaldirektoren überwiegend SED-Kader waren. In der Hierarchie der DDR-Wirtschaft waren sie formal direkt dem zuständigen Fachminister sowie der zuständigen Fachabteilung im ZK der SED unterstellt, bei bezirksgeleiteten Kombinaten den entsprechenden Stellen auf Bezirksebene. Wichtige Entscheidungen wurden direkt vom ZK-Sekretär für Wirtschaftsfragen (ab Mitte der 1960er Jahre war dies Günter Mittag) getroffen. Innerhalb des Kombinates war der Generaldirektor als einzelverantwortlicher Leiter mit erheblichen Verfügungsrechten (z. B. zu eigenen Investitionsentscheidungen) ausgestattet. Unter anderem leitete und kontrollierte er die Direktoren der einzelnen VEB.

## Arten von Kombinaten

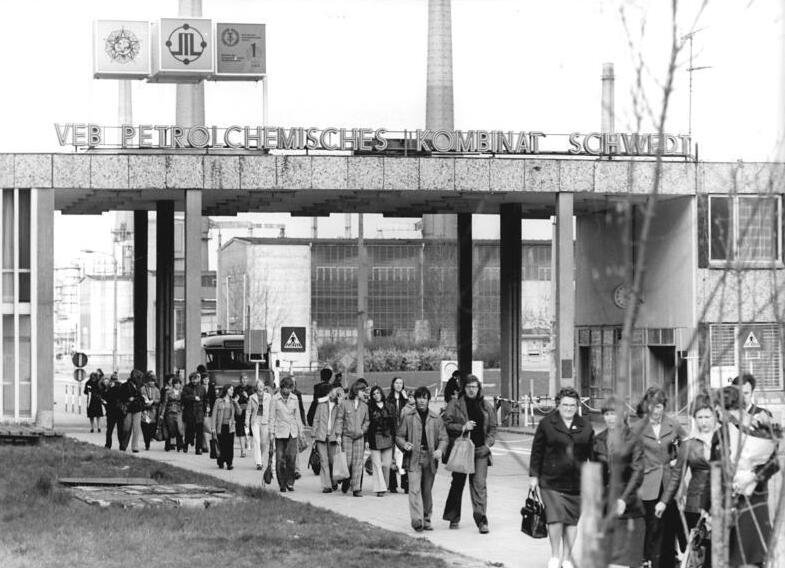
Werkseingang zum VEB Petrolchemisches Kombinat (PCK) in Schwedt/Oder

In der DDR gab es 175 zentralgeleitete Kombinate und über 300 Kombinate der bezirksgeleiteten Industrie, die als eine Art „Sammelstelle“ für kleinere „mittelständische“ Betriebe, insbesondere nach der letzten Verstaatlichungswelle 1972 eingerichtet wurden.
Im Kombinat Fernmeldebau der Deutschen Post waren die Fernmeldebauämter und weitere Baueinrichtungen der Deutschen Post zusammengefasst. Dieses Kombinat war Teil einer staatlichen Einrichtung, also einer Behörde.

## Strukturbeispiel
Als Beispiel der Struktur eines Kombinats hier der VEB Kombinat für Technisches Glas Ilmenau:
- Stammbetrieb: VEB Werk für Technisches Glas Ilmenau – Sitz der Kombinatsleitung
  - VEB Thermometerwerk Geraberg
    - VEB Messinstrumente Schönbrunn

  - VEB Glaswerke Stützerbach (Westglas)
  - VEB Rosalinglaswerk Ilmenau
    - VEB Glaswerk Schmiedefeld am Rennsteig
    - VEB Kunst- und Hohlglasveredelung Wasungen
    - VEB Kunstglas Gehren

  - VEB Glaswerk Gehlberg
  - VEB Rennsteigglas Schmiedefeld am Rennsteig

Insgesamt hatte das Ilmenauer Glaskombinat etwa 115 Betriebsteile, die in 18 größeren VEB organisiert waren. Die Mitarbeiterzahl betrug in allen Werken insgesamt etwa 13.000.

## Liste bedeutender Kombinate in der DDR
Bei den Benennungen ist zu unterscheiden, dass nach den frühen Kombinatsbildungen der Name des Kombinats zuerst genannt und der Kombinatsbetrieb (und gegebenenfalls weitere Betriebsteile) angefügt wurden; das führte gelegentlich zu extrem langen Bezeichnungen. Vor Ende der DDR wurde dann der Betrieb zuerst genannt und angefügt, zu welchem Kombinat er gehörte bzw. Stammbetrieb welchen Kombinats er war.